# منتخب كازاخستان تحت 21 سنة لكرة القدم

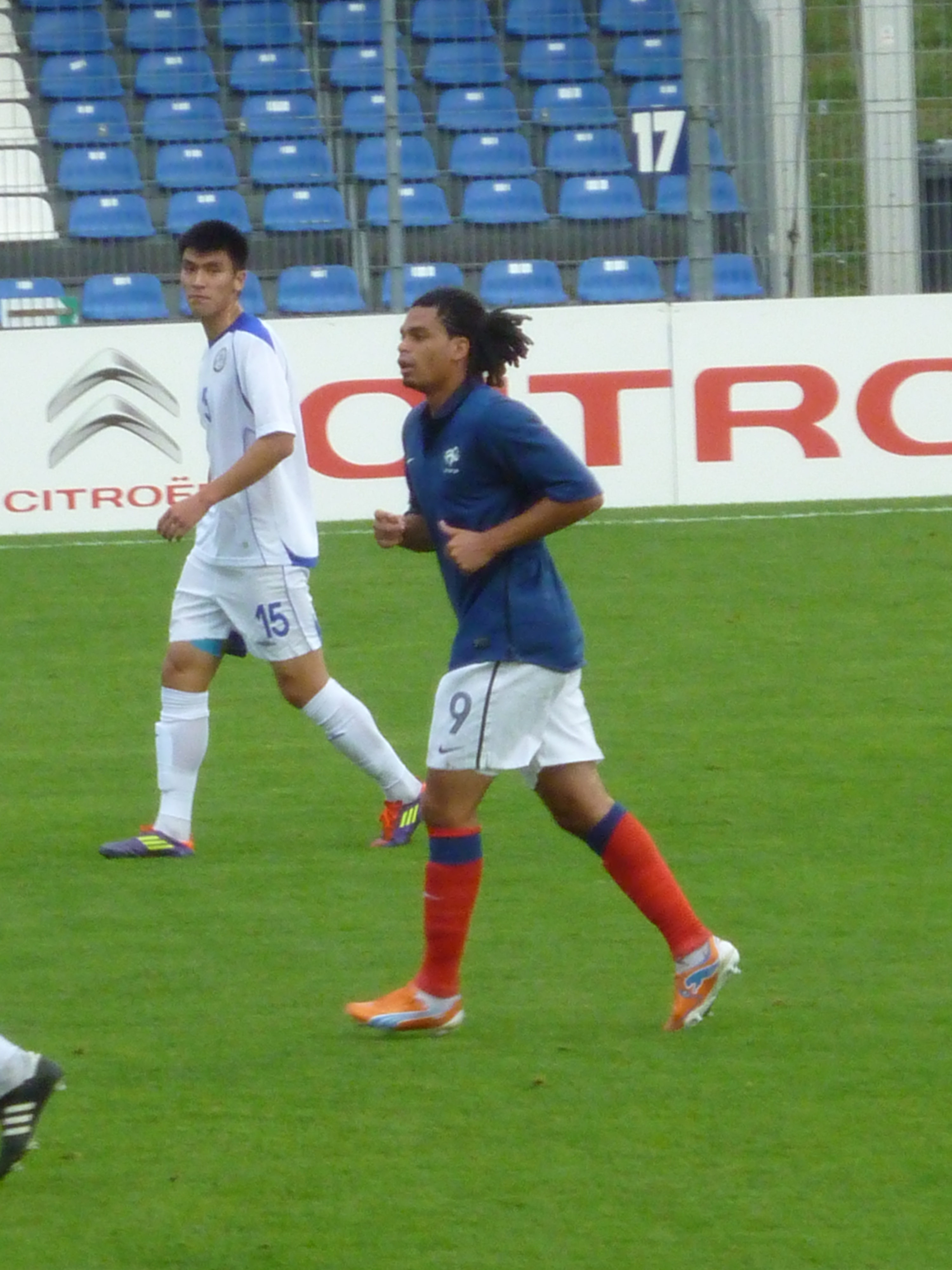
المنتخب الكازاخستاني

منتخب كازاخستان تحت 21 سنة لكرة القدم هو الممثل الرسمي لـ كازاخستان في بطولات كرة القدم تحت 21 سنة. يشارك الفريق في بطولة أوروبا تحت 21 لكرة القدم التي تقام كل عامين.